# Alexandra Pinell
Alexandra Pinell González (San Carlos, Costa Rica, 18 de octubre de 2002) es una futbolista costarricense que juega como centrocampista en la L. D. Alajuelense de la Primera División de Costa Rica.

## Trayectoria

### A. D. San Carlos
Pinell estuvo con el equipo de A. D. San Carlos en segunda división desde 2019-20, en el que también disputó los juegos deportivos centroamericanos.

### L. D. Alajuelense
El 26 de noviembre de 2020, Pinell fue anunciada como fichaje con la L. D. Alajuelense. Debutó el 13 de febrero de 2021 con la L.D Alajuelense en la Primera División de Costa Rica.
Alcanzó el trofeo de la máxima categoría costarricense en el año 2021 del torneo apertura y clausura, además del año 2022.
Participó en la Copa Interclubes de la Uncaf, su debut fue dado el 11 de septiembre de 2022 contra Jewel Fury en el que fue alineada como titular en la victoria 11-0, ofreciendo un gol al minuto 52. El equipo Alajuelense se ubicó líder del grupo A con 9 puntos logrando avanzar a la final. El 17 de septiembre se enfrentó ante el Deportivo Saprissa, logrando obtener la victoria 1-0, obteniendo su primer título internacional.
El 18 de diciembre de 2022 obtuvo el cetro del Torneo Clausura 2022, logrando ser tetracampeonas, tras vencer al Sporting F. C. en el marcador global 4-3.

## Selección nacional

### Categorías inferiores
El 3 de agosto de 2022, fue convocada a la selección sub-20 de Costa Rica por el técnico venezolano José Catoya para la Copa Mundial Sub-20 de 2022 con sede en Costa Rica, ubicadas en el grupo A contra las selecciones de España, Brasil, y Australia.
El 10 de agosto de 2022, fue el primer partido de la Copa Mundial, Pinell fue alineada como jugadora titular y capitana contra Australia, realizó una gran anotación al minuto 19 en el que fue ejecutado de tiro libre, disputando los 90 minutos en la derrota 1-3. El 13 de agosto, se enfrentaban ante España, Pinell fue alineada titular en una contundente derrota de parte de las españolas con el marcador 0-5, siendo este resultado matemáticamente eliminadas de la primera fase de grupos. En el tercer partido se enfrentaban ante Brasil, Pinell fue alineada como jugadora titular del encuentro, pero debido a una lesión al minuto 30 fue sustituida, saliendo ovacionada por la afición costarricense, Costa Rica fue derrota con el marcador 5-0, quedando en la cuarta posición con 0 puntos.

#### Participaciones en Copas del Mundo
| Mundial                     | Sede       | Resultado      | Partidos | Goles |
| --------------------------- | ---------- | -------------- | -------- | ----- |
| Copa Mundial Sub-20 de 2022 | Costa Rica | Fase de grupos | 3        | 1     |

### Selección absoluta
El 26 de agosto de 2022, recibió la convocatoria de la selección de Costa Rica para dos duelos amistosos ante Colombia. El 3 de septiembre de 2022 debutó con la selección de Costa Rica contra Colombia, ingresando al minuto 65, el encuentro finalizó con derrota costarricense 1-0. En su segundo partido amistoso contra Colombia, Pinell ingresó al minuto 72 del encuentro, el partido finalizó con derrota 2-0.
El 6 de julio de 2023, fue convocada para el plantel de las 23 jugadoras para disputar la Copa Mundial 2023.

#### Participaciones internacionales
| Competición                     | Sede           | Resultado        | Partidos | Goles |
| ------------------------------- | -------------- | ---------------- | -------- | ----- |
| Juegos Panamericanos de 2023    | Chile          | Fase de grupos   | 4        | 0     |
| Copa Oro de la Concacaf de 2024 | Estados Unidos | Cuartos de final | 3        | 0     |

#### Participaciones en Copas del Mundo
| Mundial           | Sede                    | Resultado      | Partidos | Goles |
| ----------------- | ----------------------- | -------------- | -------- | ----- |
| Copa Mundial 2023 | Australia Nueva Zelanda | Fase de grupos | 2        | 0     |

## Clubes
| Club              | País       | Año       |
| ----------------- | ---------- | --------- |
| A. D. San Carlos  | Costa Rica | 2019-2020 |
| L. D. Alajuelense | Costa Rica | 2020-Act. |

## Palmarés

### Títulos nacionales
| Título                         | Equipo            | País       | Año  |
| ------------------------------ | ----------------- | ---------- | ---- |
| Primera División de Costa Rica | L. D. Alajuelense | Costa Rica | 2021 |
| Primera División de Costa Rica | L. D. Alajuelense | Costa Rica | 2021 |
| Supercopa de Costa Rica        | L. D. Alajuelense | Costa Rica | 2021 |
| Primera División de Costa Rica | L. D. Alajuelense | Costa Rica | 2022 |
| Primera División de Costa Rica | L. D. Alajuelense | Costa Rica | 2022 |
| Primera División de Costa Rica | L. D. Alajuelense | Costa Rica | 2023 |
| Primera División de Costa Rica | L. D. Alajuelense | Costa Rica | 2023 |
| Supercopa de Costa Rica        | L. D. Alajuelense | Costa Rica | 2023 |
| Primera División de Costa Rica | L. D. Alajuelense | Costa Rica | 2024 |
| Primera División de Costa Rica | L. D. Alajuelense | Costa Rica | 2024 |

### Títulos internacionales
| Título                       | Equipo            | Sede       | Año  |
| ---------------------------- | ----------------- | ---------- | ---- |
| Copa Interclubes de la Uncaf | L. D. Alajuelense | Costa Rica | 2022 |
| Copa Interclubes de la Uncaf | L. D. Alajuelense | Panamá     | 2023 |
| Copa Interclubes de la Uncaf | L. D. Alajuelense | Panamá     | 2025 |